# Bireun
Bireun är en ort i Indonesien.   Den ligger i provinsen Aceh, i den västra delen av landet, 1 700 km nordväst om huvudstaden Jakarta. Bireun ligger 19 meter över havet och antalet invånare är 25 793.
Terrängen runt Bireun är platt åt nordost, men åt sydväst är den kuperad. Havet är nära Bireun åt nordväst.Runt Bireun är det tätbefolkat, med 383 invånare per kvadratkilometer. Det finns inga andra samhällen i närheten. Trakten runt Bireun består till största delen av jordbruksmark.